# Tetraberlinia tubmaniana
Espèce
Classification phylogénétique
Statut de conservation UICN

 VU A1c, B1+2c : Vulnérable
Tetraberlinia tubmaniana, l'ekaba, est une espèce de plantes à fleurs de la famille des Fabacées et de la sous-famille des Caesalpinioidées. C'est un arbre ne vivant qu'au Libéria.